# تونیا واشینگتن
تونیا واشینگتن (انگلیسی: Tonya Washington؛ زادهٔ ۳۰ دسامبر ۱۹۷۷) بازیکن بسکتبال اهل ایالات متحده آمریکا است.